# Черняты (Гродненская область)
Черня́ты (бел. Чарня́ты, пол. Czernięta) — хутор в Сморгонском районе Гродненской области Белоруссии.
Входит в состав Жодишковского сельсовета.
Расположен в северной части района. Расстояние до районного центра Сморгонь по автодороге — около 14,5 км, до центра сельсовета агрогородка Жодишки по прямой — чуть менее 10,5 км. Ближайшие населённые пункты — Берёзы, Гориденяты, Сосновка. Площадь занимаемой территории составляет 0,0520 км², протяжённость границ 2270 м.
Согласно переписи население хутора в 1999 году насчитывало 6 человек.
Через хутор проходит автомобильная дорога местного значения Н7962 Гориденяты — Черняты.
Неподалёку от Чернят находится кладбище участников Первой мировой войны.
Хутор расположен на территории ландшафтно-геоморфологического заказника «Мартишки».